# Castelo de Alange
O Castelo de Alange, também conhecido como Castelo da Culebra, localiza-se no município de Alange, na província de Badajoz, comunidade autónoma da Estremadura, na Espanha.
Ergue-se em posição dominante sobre o Cerro de la Culebra a 485 metros acima do nível do mar, de sólidas e abruptas penedias de granito. Desse sítio, descortinam-se o Castelo de Hornachos e o Castelo de Montemolín, e toda a comarca de Mérida, com a vila de Alange na planície, e a foz do rio Matache, afluente do rio Guadiana, entre outros pontos de interesse.

## História
A primitiva ocupação de seu sítio remonta a uma fortificação romana, conhecida como "Castrum Colubri", de onde deriva o nome de Culebra.
Após a Invasão muçulmana da Península Ibérica, uma nova fortificação foi erguida sobre os restos romanos, por volta do ano de 850 por Hixn-al-Hanash, de onde deriva a toponímia "Alange" (de "al-Hanaš" (الحنش) derivou posteriormente "al-Anj" até à actual forma).
No contexto da Reconquista cristã da península, a região foi conquistada, entre 1243 e 1245, pelos cavaleiros da Ordem de Santiago sob as ordens de Fernando III de Castela, que além da doação do castelo, lhes estabeleceu a Encomienda de Alange. O castelo esteve ocupado até 1550, ano em que foi abandonado.
A actual estrutura é fruto das modificações nela introduzidas sob o domínio cristão, em alvenaria de pedra, subsistindo a Torre de Menagem e parte das muralhas, assim como a "Porta do Sol", em arco, através da qual se acede hoje ao interior do castelo a partir de Alange.